# Закон на Архимед
Законът на Архимед е физичен закон, който гласи:
На всяко тяло, потопено в течност (напълно или частично) действа вертикална сила с посока от долу нагоре и големина, равна на теглото на обема на изместената от него течност. Тази сила се нарича сила на Архимед или архимедова сила.
Математическата формула за тази сила е:
{\displaystyle {\vec {F}}_{a}=\rho {\overrightarrow {g}}V,}
където {\displaystyle \ \rho } е плътността на течността, {\displaystyle {\overrightarrow {g}}} – земното ускорение, а {\displaystyle \ V} – обемът на потопеното тяло (или обема на частта от тялото, което е потопено). Архимедовата сила е равна по големина и противоположна по посока на теглото на обема изместена от тялото течност и приложена в центъра на тежестта на този обем.
Трябва да се отбележи, че законът е приложим само ако долната част на тялото е заобиколена от течност, и неприложим, ако тялото е в контакт с дъното.
Законът на Архимед може да се обясни с помощта на разликата в хидростатичното налягане на различна дълбочина.
{\displaystyle \ P_{B}-P_{A}=\rho gh}
{\displaystyle \ F_{B}-F_{A}=\rho ghS=\rho gV},
където PA, PB са наляганията в точки A и B, ρ – плътността на течността, h – разликата в нивата A и B, S – лицето на напречното сечение, V – обемът на тялото.